# كورل إنجين
كورل إنجين مواليد 8 أبريل 1980 في بوثيل، هي لاعبة كرة سلة تركية تم اختيارها من قبل فريق هيوستن كومتز خلال الدرافت. يبلغ طولها 6 قدم 7 بوصة (2.0 م).

## الإنجازات
- نادي فنربخشة لكرة السلة للسيدات
  - الدوري التركي
    - الفوز (1): 2005-06

  - كأس تركيا
    - الفوز (1): 2005-06
- غلطة سراي
  - كأس الرئيس التركي
    - الفوز (1): 2007-08

  - كأس أوروبا لكرة السلة للسيدات:
    - الفوز (1): 2008-09

## روابط خارجية
- كورل إنجين على موقع الاتحاد الدولي لكرة السلة (الإنجليزية)
- كورل إنجين على موقع كرة السلة الأوروبية.كوم (الإنجليزية)
- كورل إنجين على موقع كلية كرة السلة في سبورتس رفرنس.كوم (الإنجليزية)
- كورل إنجين على موقع بروبوليرز (الإنجليزية)
- كورل إنجين على موقع سبورتس رفرنس (الإنجليزية)